# Festival RTP da Canção
O Festival da Canção, conhecido também como Festival RTP da Canção, inicialmente designado por Grande Prémio TV da Canção Portuguesa, é um concurso anual promovido pela Rádio e Televisão de Portugal, desde 1964, com o objectivo de seleccionar uma canção para o Festival da Eurovisão.

## História
O "Grande Prémio TV da Canção Portuguesa" teve a sua estreia, nos Estúdios do Lumiar, na noite de 2 de Fevereiro de 1964. O objetivo era escolher, pela primeira vez, a canção candidata de Portugal ao Concurso Eurovisão da Canção criado em 1956. Até 1964 realizaram-se três concursos de música, no chamado Festival da Canção Portuguesa, mas estes sem ambições europeias.
A final contou com 12 canções, das 127 canções que se submeteram, defendidas por António Calvário, Artur Garcia, Madalena Iglésias, Simone de Oliveira, Gina Maria e Guilherme Kjolner.
A designação inicial manteve-se até 1975. Em 1976 chamou-se "Uma Canção Para A Europa" e em 1977 foi o ano de "As Sete Canções". Em 1978 foi adoptado o nome "Uma Canção Portuguesa".
A partir de 1979, o nome do certame fixou-se em "Festival RTP da Canção".
1980 foi o ano que marcou o arranque das emissões regulares a cores da RTP. A primeira emissão foi precisamente com o Festival da Canção a 7 de Março transmitido, desde o Teatro São Luiz, ganho por José Cid.
Ao longos dos anos foram sendo introduzidas mudanças na organização do festival e nos critérios de selecção. Em 1986 designou-se "Uma Canção para A Noruega", em 1988 criou-se um pré-festival denominado "Prémio Nacional de Música" e "Gostamos de Estar Consigo" foi a designação adoptada em 1990.
Durante alguns anos, a RTP seleccionou uma canção para a Eurovisão sem organizar um festival a nível interno. Foi o caso de 2003, 2004 e 2005. Em 2003, a RTP seleccionou a cantora Rita Guerra e o público, através de televoto, escolheu uma entre três canções a concurso. A apresentação das mesmas foi efetuada no talent show Operação Triunfo. Em 2004, os três primeiros vencedores da Operação Triunfo apresentaram uma canção cada um e os telespectadores, por televoto, escolheram aquela que achavam melhor, tendo sido selcionado o tem interpretado por Sofia Vitória. Em 2005, a RTP seleccionou uma equipa de produtores/compositores, chefiada por José da Ponte, que escolheu dois cantores (Luciana Abreu e Rui Drummond, que se apresentaram juntos com o nome "2B") para interpretarem a canção da sua autoria. Na última década, houve canções portuguesas consideradas fortes no concurso eurovisivo, sendo de realçar a prestação de Vânia Fernandes (2008), uma das revelações da Operação Triunfo, que era uma das favoritas, mas que acabou por ficar na 13ª posição na final.
O Festival RTP da Canção não se realizou em 2002, 2013 e 2016, sendo que nesses mesmos anos Portugal também não participou no Festival Eurovisão da Canção. Foi, entretanto, efectuado um estudo, com base numa linha de investigação científica (no quadro da Universidade Lusófona de Humanidades e Tecnologias), que concluiu que "nunca houve enquadramento político e financeiro para potenciar a exportação da imagem de Portugal a nível internacional", numa investigação para apurar "que imagem do país a televisão do Estado tem exportado através do Festival da Canção?". Até à vitória de Salvador Sobral, no Festival Eurovisão de 2017, - e apesar de algumas faltas de comparência -, Portugal era o país que participava há mais anos sem nunca ter vencido, sendo que em 50 anos apenas nove canções ficaram dentro do top 10 das posições finais.
Em 2017, o certame regressou, mas com um novo formato: 2 semifinais semanais, realizadas nos estúdios da RTP, em Lisboa, com 8 canções cada (13 em 2018) com 4 finalistas (em 2018 7) a serem decididos por um júri de sala e televoto, sendo que, em caso de empate, a decisão é feita pelo júri; e 1 final, realizada numa sala de espetáculos no país, com 8 canções (14 em 2018) com o vencedor a ser decidido por 7 júris regionais e televoto, sendo que, em caso de empate, a decisão é feita pelo televoto. Assim, sendo, o formato passou a preencher 3 semanas. As canções são feitas por compositores convidados pela RTP, sendo que, a partir de 2018, uma canção foi esclohida através do concurso da Antena 1, Masterclass, e outra através de concurso público. O formato revelou-se um sucesso, com a vitória de Salvador Sobral, com a canção "Amar pelos dois", no Festival Eurovisão da Canção 2017, em Kiev, sendo o utilizado até hoje. Em 2017 e 2018, os espetáculos realizavam-se ao domingo, tendo passado para sábado em 2019.

O Festival da Canção foi organizado em 1970 e em 2000, mas Portugal optou por não participar do Festival Eurovisão. Já em 2005, Portugal participou na Eurovisão, mas a escolha da canção  resultou de uma seleção interna ao invés de realizar o Festival da Canção. Em 2003 e 2004, a escolha foi efectuada em paralelo com o concurso "Operação Triunfo". Portugal também não participou do Festival da Eurovisão nos outros três anos em que não houve festival da canção (2002, 2013 e 2016).

## Edições

### Vencedores
| Edição | Ano  | Canção | Artista | Classificação na Eurovisão                                                                                       |
| ------ | ---- | --- | --- | --- |
| 1º     | 1964 | "Oração" | António Calvário                                                                                                 | 13º |
| 2º     | 1965 | "Sol de Inverno"                                                                                                 | Simone de Oliveira                                                                                               | 13º |
| 3º     | 1966 | "Ele e Ela" | Madalena Iglesias                                                                                                | 13º |
| 4º     | 1967 | "O Vento Mudou"                                                                                                  | Eduardo Nascimento                                                                                               | 12º |
| 5º     | 1968 | "Verão" | Carlos Mendes | 11º |
| 6º     | 1969 | "Desfolhada Portuguesa"                                                                                          | Simone de Oliveira                                                                                               | 15º |
| 7º     | 1970 | "Onde Vais Rio Que Eu Canto"                                                                                     | Sérgio Borges | Neste ano, Portugal não participou no Eurovisão                                                                  |
| 8º     | 1971 | "Menina do Alto da Serra"                                                                                        | Tonicha | 9º |
| 9º     | 1972 | "A Festa da Vida"                                                                                                | Carlos Mendes | 7º |
| 10º    | 1973 | "Tourada" | Fernando Tordo                                                                                                   | 10º |
| 11º    | 1974 | "E Depois do Adeus"                                                                                              | Paulo de Carvalho                                                                                                | 14º |
| 12º    | 1975 | "Madrugada" | Duarte Mendes | 16º |
| 13º    | 1976 | "Uma Flor de Verde Pinho"                                                                                        | Carlos do Carmo                                                                                                  | 12º |
| 14º    | 1977 | "Portugal No Coração"                                                                                            | Os Amigos | 14º |
| 15º    | 1978 | "Dai-li-dou" | Gemini | 17º |
| 16º    | 1979 | "Sobe, Sobe, Balão Sobe"                                                                                         | Manuela Bravo | 9º |
| 17º    | 1980 | "Um Grande, Grande Amor"                                                                                         | José Cid | 7º |
| 18º    | 1981 | "Playback" | Carlos Paião | 18º |
| 19º    | 1982 | "Bem Bom" | Doce | 13º |
| 20º    | 1983 | "Esta balada que te dou"                                                                                         | Armando Gama | 13º |
| 21º    | 1984 | "Silêncio e Tanta Gente"                                                                                         | Maria Guinot | 11º |
| 22º    | 1985 | "Penso em Ti (Eu Sei)"                                                                                           | Adelaide Ferreira                                                                                                | 18º |
| 23º    | 1986 | "Não sejas mau para mim"                                                                                         | Dora | 14º |
| 24º    | 1987 | "Neste barco à vela"                                                                                             | Duo Nevada | 18º |
| 1988   | 1988 | "Voltarei" | Dora | 18º |
| 25º    | 1989 | "Conquistador"                                                                                                   | Da Vinci | 16º |
| 26º    | 1990 | "Há sempre alguém"                                                                                               | Nucha | 20º |
| 27º    | 1991 | "Lusitana Paixão"                                                                                                | Dulce Pontes | 8º |
| 28º    | 1992 | "Amor D'Água Fresca"                                                                                             | Dina | 17º |
| 29º    | 1993 | "A cidade (até ser dia)"                                                                                         | Anabela | 10º |
| 30º    | 1994 | "Chamar a música"                                                                                                | Sara Tavares | 8º |
| 31º    | 1995 | "Baunilha e Chocolate"                                                                                           | Tó Cruz | 21º |
| 32º    | 1996 | "O Meu Coração Não Tem Cor"                                                                                      | Lúcia Moniz | 6º |
| 33º    | 1997 | "Antes do adeus"                                                                                                 | Célia Lawson | 24º |
| 34º    | 1998 | "Se Eu Te Pudesse Abraçar"                                                                                       | Alma Lusa | 12º |
| 35º    | 1999 | "Como Tudo Começou"                                                                                              | Rui Bandeira | 21º |
| 36º    | 2000 | "Sonhos mágicos"                                                                                                 | Liana | Neste ano, Portugal não participou no Eurovisão                                                                  |
| 37º    | 2001 | "Só sei ser feliz assim"                                                                                         | MTM | 17º |
| 2002   | 2002 | Neste ano não se realizou edição do Festival da Canção e Portugal não foi representado no Festival da Eurovisão. | Neste ano não se realizou edição do Festival da Canção e Portugal não foi representado no Festival da Eurovisão. | Neste ano não se realizou edição do Festival da Canção e Portugal não foi representado no Festival da Eurovisão. |
| 38º    | 2003 | "Deixa-me sonhar (só mais uma vez)"                                                                              | Rita Guerra | 22º |
| 39º    | 2004 | "Foi Magia" | Sofia Vitória | 29º |
| 2005   | 2005 | "Amar" | 2B | 31º |
| 40º    | 2006 | "Coisas De Nada (Gonna Make You Dance)"                                                                          | Nonstop | 33º |
| 41º    | 2007 | "Dança Comigo (Vem Ser Feliz)"                                                                                   | Sabrina | 25º |
| 42º    | 2008 | "Senhora do mar (negras águas)"                                                                                  | Vânia Fernandes                                                                                                  | 13º |
| 43º    | 2009 | "Todas as Ruas do Amor"                                                                                          | Flor-de-Lis | 15º |
| 44º    | 2010 | "Há dias assim"                                                                                                  | Filipa Azevedo                                                                                                   | 18º |
| 45º    | 2011 | "A Luta É Alegria"                                                                                               | Homens da Luta                                                                                                   | 40º |
| 46º    | 2012 | "Vida minha" | Filipa Sousa | 31º |
| 2013   | 2013 | Neste ano não se realizou edição do Festival da Canção e Portugal não foi representado no Festival da Eurovisão. | Neste ano não se realizou edição do Festival da Canção e Portugal não foi representado no Festival da Eurovisão. | Neste ano não se realizou edição do Festival da Canção e Portugal não foi representado no Festival da Eurovisão. |
| 47º    | 2014 | "Quero ser tua"                                                                                                  | Suzy | 27º |
| 48º    | 2015 | "Há um mar que nos separa"                                                                                       | Leonor Andrade                                                                                                   | 36º |
| 2016   | 2016 | Neste ano não se realizou edição do Festival da Canção e Portugal não foi representado no Festival da Eurovisão. | Neste ano não se realizou edição do Festival da Canção e Portugal não foi representado no Festival da Eurovisão. | Neste ano não se realizou edição do Festival da Canção e Portugal não foi representado no Festival da Eurovisão. |
| 49º    | 2017 | "Amar pelos dois"                                                                                                | Salvador Sobral                                                                                                  | 1º |
| 50º    | 2018 | "O Jardim" | Cláudia Pascoal                                                                                                  | 26º |
| 51º    | 2019 | "Telemóveis" | Conan Osirís | 35º |
| 52º    | 2020 | "Medo de Sentir"                                                                                                 | Elisa Silva | Eurovisão foi cancelada devido à pandemia de COVID-19                                                            |
| 53º    | 2021 | "Love is on My Side"                                                                                             | The Black Mamba                                                                                                  | 12º |
| 54º    | 2022 | "Saudade, Saudade"                                                                                               | Maro | 9º |
| 55º    | 2023 | "Ai Coração" | Mimicat | 23º |
| 56º    | 2024 | "Grito" | Iolanda | 10º |
| 57º    | 2025 | "Deslocado" | NAPA | 21° |

### Apresentadores e locais
| Ano(s) | Nome da seleção                                                                                                  | Final | Final | Final | Final | Semi-final(is) | Semi-final(is)                                                                                                   | Semi-final(is)                                                                                                   | Semi-final(is)                                                                                                   | Semi-final online                                                                                                | |
| Ano(s) | Nome da seleção                                                                                                  | Local | Cidade | Apresentador(es)                                                                                                 | Dia | Local | Cidade(s) organizadora(s)                                                                                        | Apresentador(es)                                                                                                 | Dia(s) | Dia(s) | |
| ------ | --- | --- | --- | --- | --- | --- | --- | --- | --- | --- | --- |
| 1964   | Grande Prémio TV da Canção Portuguesa                                                                            | Estúdios do Lumiar                                                                                               | Lisboa | Henrique Mendes, Maria Helena e Fialho Gouveia                                                                   | 2 de fevereiro                                                                                                   | Sem semi-finais | Sem semi-finais                                                                                                  | Sem semi-finais                                                                                                  | Sem semi-finais                                                                                                  | Sem semi-final online                                                                                            | |
| 1965   | Grande Prémio TV da Canção Portuguesa                                                                            | Estúdios do Lumiar                                                                                               | Lisboa | Henrique Mendes                                                                                                  | 6 de fevereiro                                                                                                   | Sem semi-finais | Sem semi-finais                                                                                                  | Sem semi-finais                                                                                                  | Sem semi-finais                                                                                                  | Sem semi-final online                                                                                            | |
| 1966   | Grande Prémio TV da Canção Portuguesa                                                                            | Estúdios do Lumiar                                                                                               | Lisboa | Henrique Mendes e Maria Fernanda                                                                                 | 15 de janeiro | Sem semi-finais | Sem semi-finais                                                                                                  | Sem semi-finais                                                                                                  | Sem semi-finais                                                                                                  | Sem semi-final online                                                                                            | |
| 1967   | Grande Prémio TV da Canção Portuguesa                                                                            | Estúdios do Lumiar                                                                                               | Lisboa | Isabel Wolmar Henrique Mendes                                                                                    | 25 de fevereiro                                                                                                  | Estúdios do Lumiar | Lisboa | Isabel Wolmar Henrique Mendes                                                                                    | 11 de fevereiro                                                                                                  | Sem semi-final online                                                                                            | |
| 1967   | Grande Prémio TV da Canção Portuguesa                                                                            | Estúdios do Lumiar                                                                                               | Lisboa | Isabel Wolmar Henrique Mendes                                                                                    | 25 de fevereiro                                                                                                  | Estúdios do Lumiar | Lisboa | Isabel Wolmar Henrique Mendes                                                                                    | 18 de fevereiro                                                                                                  | Sem semi-final online                                                                                            | |
| 1968   | Grande Prémio TV da Canção Portuguesa                                                                            | Estúdios do Lumiar                                                                                               | Lisboa | Henrique Mendes Maria Fernanda                                                                                   | 4 de março | Sem semi-finais | Sem semi-finais                                                                                                  | Sem semi-finais                                                                                                  | Sem semi-finais                                                                                                  | Sem semi-final online                                                                                            | |
| 1969   | Grande Prémio TV da Canção Portuguesa                                                                            | Teatro São Luiz                                                                                                  | Lisboa | Lourdes Norberto                                                                                                 | 24 de fevereiro                                                                                                  | Sem semi-finais | Sem semi-finais                                                                                                  | Sem semi-finais                                                                                                  | Sem semi-finais                                                                                                  | Sem semi-final online                                                                                            | |
| 1970   | Grande Prémio TV da Canção Portuguesa                                                                            | Cinema Monumental                                                                                                | Lisboa | Maria Fernanda e Carlos Cruz                                                                                     | 22 de maio | Sem semi-finais | Sem semi-finais                                                                                                  | Sem semi-finais                                                                                                  | Sem semi-finais                                                                                                  | Sem semi-final online                                                                                            | |
| 1971   | Grande Prémio TV da Canção Portuguesa                                                                            | Cinema Tivoli | Lisboa | Ana Maria Lucas e Henrique Mendes                                                                                | 11 de fevereiro                                                                                                  | Sem semi-finais | Sem semi-finais                                                                                                  | Sem semi-finais                                                                                                  | Sem semi-finais                                                                                                  | Sem semi-final online                                                                                            | |
| 1972   | Grande Prémio TV da Canção Portuguesa                                                                            | Teatro São Luiz                                                                                                  | Lisboa | Alice Cruz e Carlos Cruz                                                                                         | 21 de fevereiro                                                                                                  | Sem semi-finais | Sem semi-finais                                                                                                  | Sem semi-finais                                                                                                  | Sem semi-finais                                                                                                  | Sem semi-final online                                                                                            | |
| 1973   | Grande Prémio TV da Canção Portuguesa                                                                            | Teatro Maria Matos                                                                                               | Lisboa | Alice Cruz e Artur Agostinho                                                                                     | 26 de fevereiro                                                                                                  | Sem semi-finais | Sem semi-finais                                                                                                  | Sem semi-finais                                                                                                  | Sem semi-finais                                                                                                  | Sem semi-final online                                                                                            | |
| 1974   | Grande Prémio TV da Canção Portuguesa                                                                            | Teatro Maria Matos                                                                                               | Lisboa | Glória de Matos e Artur Agostinho                                                                                | 7 de março | Sem semi-finais | Sem semi-finais                                                                                                  | Sem semi-finais                                                                                                  | Sem semi-finais                                                                                                  | Sem semi-final online                                                                                            | |
| 1975   | Grande Prémio TV da Canção Portuguesa                                                                            | Teatro Maria Matos                                                                                               | Lisboa | Maria Elisa Domingues e José Nuno Martins                                                                        | 15 de fevereiro                                                                                                  | Sem semi-finais | Sem semi-finais                                                                                                  | Sem semi-finais                                                                                                  | Sem semi-finais                                                                                                  | Sem semi-final online                                                                                            | |
| 1976   | Uma Canção Para A Europa                                                                                         | Estúdios do Lumiar (estúdio 1)                                                                                   | Lisboa | António Vitorino de Almeida, Eládio Clímaco e Ana Zanatti                                                        | 7 de março | Sem semi-finais | Sem semi-finais                                                                                                  | Sem semi-finais                                                                                                  | Sem semi-finais                                                                                                  | Sem semi-final online                                                                                            | |
| 1977   | As Sete Canções                                                                                                  | Estúdios do Lumiar (estúdio 1)                                                                                   | Lisboa | Nicolau Breyner e Herman José                                                                                    | 26 de fevereiro                                                                                                  | Sem semi-finais | Sem semi-finais                                                                                                  | Sem semi-finais                                                                                                  | Sem semi-finais                                                                                                  | Sem semi-final online                                                                                            | |
| 1978   | Uma Canção Portuguesa                                                                                            | Teatro Villaret                                                                                                  | Lisboa | Eládio Clímaco e Maria José Azevedo                                                                              | 18 de fevereiro                                                                                                  | Sem semi-finais | Sem semi-finais                                                                                                  | Sem semi-finais                                                                                                  | Sem semi-finais                                                                                                  | Sem semi-final online                                                                                            | |
| 1979   | Festival RTP da Canção                                                                                           | Cinema Monumental                                                                                                | Lisboa | José Fialho Gouveia e Manuela Moura Guedes                                                                       | 23 de fevereiro                                                                                                  | Teatro Villaret | Lisboa | José Fialho Gouveia e Manuela Moura Guedes                                                                       | | Sem semi-final online                                                                                            | |
| 1979   | Festival RTP da Canção                                                                                           | Cinema Monumental                                                                                                | Lisboa | José Fialho Gouveia e Manuela Moura Guedes                                                                       | 23 de fevereiro                                                                                                  | Teatro Villaret | Lisboa | José Fialho Gouveia e Manuela Moura Guedes                                                                       | 1 de fevereiro                                                                                                   | Sem semi-final online                                                                                            | |
| 1979   | Festival RTP da Canção                                                                                           | Cinema Monumental                                                                                                | Lisboa | José Fialho Gouveia e Manuela Moura Guedes                                                                       | 23 de fevereiro                                                                                                  | Teatro Villaret | Lisboa | José Fialho Gouveia e Manuela Moura Guedes                                                                       | 8 de fevereiro                                                                                                   | Sem semi-final online                                                                                            | |
| 1979   | Festival RTP da Canção                                                                                           | Cinema Monumental                                                                                                | Lisboa | José Fialho Gouveia e Manuela Moura Guedes                                                                       | 23 de fevereiro                                                                                                  | Teatro Villaret | Lisboa | José Fialho Gouveia e Manuela Moura Guedes                                                                       | 15 de fevereiro                                                                                                  | Sem semi-final online                                                                                            | |
| 1980   | Festival RTP da Canção                                                                                           | Teatro São Luiz                                                                                                  | Lisboa | Eládio Clímaco e Ana Zanatti                                                                                     | 7 de março | Teatro Villaret | Lisboa | Eládio Clímaco                                                                                                   | | Sem semi-final online                                                                                            | |
| 1980   | Festival RTP da Canção                                                                                           | Teatro São Luiz                                                                                                  | Lisboa | Eládio Clímaco e Ana Zanatti                                                                                     | 7 de março | Teatro Villaret | Lisboa | Eládio Clímaco                                                                                                   | 3 de fevereiro                                                                                                   | Sem semi-final online                                                                                            | |
| 1980   | Festival RTP da Canção                                                                                           | Teatro São Luiz                                                                                                  | Lisboa | Eládio Clímaco e Ana Zanatti                                                                                     | 7 de março | Teatro Villaret | Lisboa | Eládio Clímaco                                                                                                   | 10 de fevereiro                                                                                                  | Sem semi-final online                                                                                            | |
| 1980   | Festival RTP da Canção                                                                                           | Teatro São Luiz                                                                                                  | Lisboa | Eládio Clímaco e Ana Zanatti                                                                                     | 7 de março | Teatro Villaret | Lisboa | Eládio Clímaco                                                                                                   | 17 de fevereiro                                                                                                  | Sem semi-final online                                                                                            | |
| 1981   | Festival RTP da Canção                                                                                           | Teatro Maria Matos                                                                                               | Lisboa | Eládio Clímaco e Rita Ribeiro                                                                                    | 7 de março | Sem semi-finais | Sem semi-finais                                                                                                  | Sem semi-finais                                                                                                  | Sem semi-finais                                                                                                  | Sem semi-final online                                                                                            | |
| 1982   | Festival RTP da Canção                                                                                           | Teatro Maria Matos                                                                                               | Lisboa | Alice Cruz, José Fialho Gouveia, Ivone Silva e Camilo de Oliveira                                                | 6 de março | Sem semi-finais | Sem semi-finais                                                                                                  | Sem semi-finais                                                                                                  | Sem semi-finais                                                                                                  | Sem semi-final online                                                                                            | |
| 1983   | Festival RTP da Canção                                                                                           | Coliseu do Porto                                                                                                 | Porto | Eládio Clímaco e Valentina Torres                                                                                | 5 de março | Sem semi-finais | Sem semi-finais                                                                                                  | Sem semi-finais                                                                                                  | Sem semi-finais                                                                                                  | Sem semi-final online                                                                                            | |
| 1984   | Festival RTP da Canção                                                                                           | Auditório Europa                                                                                                 | Lisboa | Manuela Moura Guedes e José Fialho Gouveia                                                                       | 7 de março | Auditório Europa | Lisboa | Manuela Moura Guedes e José Fialho Gouveia                                                                       | 7 de março | Sem semi-final online                                                                                            | |
| 1985   | Festival RTP da Canção                                                                                           | Coliseu dos Recreios                                                                                             | Lisboa | Eládio Clímaco, Margarida Mercês de Mello e José Fialho Gouveia                                                  | 7 de março | Sem semi-finais | Sem semi-finais                                                                                                  | Sem semi-finais                                                                                                  | Sem semi-finais                                                                                                  | Sem semi-final online                                                                                            | |
| 1986   | Uma Canção para A Noruega                                                                                        | Estúdios do Lumiar                                                                                               | Lisboa | Alice Cruz, Ana Zanatti, Eládio Clímaco, Fialho Gouveia Henrique Mendes e Maria Helena                           | 22 de março | Estúdios da RTP | Açores | Alice Cruz, Ana Zanatti, Eládio Clímaco, Fialho Gouveia, Henrique Mendes e Maria Helena                          | 22 de março | Sem semi-final online                                                                                            | |
| 1986   | Uma Canção para A Noruega                                                                                        | Estúdios do Lumiar                                                                                               | Lisboa | Alice Cruz, Ana Zanatti, Eládio Clímaco, Fialho Gouveia Henrique Mendes e Maria Helena                           | 22 de março | Estúdios da RTP | Madeira | Alice Cruz, Ana Zanatti, Eládio Clímaco, Fialho Gouveia, Henrique Mendes e Maria Helena                          | 22 de março | Sem semi-final online                                                                                            | |
| 1986   | Uma Canção para A Noruega                                                                                        | Estúdios do Lumiar                                                                                               | Lisboa | Alice Cruz, Ana Zanatti, Eládio Clímaco, Fialho Gouveia Henrique Mendes e Maria Helena                           | 22 de março | Estúdios da RTP | Porto | Alice Cruz, Ana Zanatti, Eládio Clímaco, Fialho Gouveia, Henrique Mendes e Maria Helena                          | 22 de março | Sem semi-final online                                                                                            | |
| 1986   | Uma Canção para A Noruega                                                                                        | Estúdios do Lumiar                                                                                               | Lisboa | Alice Cruz, Ana Zanatti, Eládio Clímaco, Fialho Gouveia Henrique Mendes e Maria Helena                           | 22 de março | Estúdios da RTP | Lisboa | Alice Cruz, Ana Zanatti, Eládio Clímaco, Fialho Gouveia, Henrique Mendes e Maria Helena                          | 22 de março | Sem semi-final online                                                                                            | |
| 1987   | Festival RTP da Canção                                                                                           | Casino Park Funchal                                                                                              | Funchal | Ana Zanatti | 7 de março | Sem semi-finais | Sem semi-finais                                                                                                  | Sem semi-finais                                                                                                  | Sem semi-finais                                                                                                  | Sem semi-final online                                                                                            | |
| 1988   | Seleção Interna (final) Prémio Nacional de Música (semi-final)                                                   | Estúdios do Lumiar                                                                                               | Lisboa | Ana Paula Reis, Valentina Torres e António Sequeira                                                              | 7 de março | Casino da Figueira da Foz | Figueira da Foz                                                                                                  | Ana do Carmo | 5 de março | Sem semi-final online                                                                                            | |
| 1989   | Festival RTP da Canção                                                                                           | Teatro Garcia de Resende                                                                                         | Évora | Manuela Carlos e António Vitorino de Almeida                                                                     | 7 de março | Sem semi-finais | Sem semi-finais                                                                                                  | Sem semi-finais                                                                                                  | Sem semi-finais                                                                                                  | Sem semi-final online                                                                                            | |
| 1990   | Festival RTP da Canção/Gostamos de Estar Consigo                                                                 | Casino Estoril                                                                                                   | Estoril | Ana do Carmo e Nicolau Breyner                                                                                   | 10 de março | Sem semi-finais | Sem semi-finais                                                                                                  | Sem semi-finais                                                                                                  | Sem semi-finais                                                                                                  | Sem semi-final online                                                                                            | |
| 1991   | Festival RTP da Canção                                                                                           | Feira Internacional de Lisboa                                                                                    | Lisboa | Júlio Isidro e Ana Paula Reis                                                                                    | 7 de março | Sem semi-finais | Sem semi-finais                                                                                                  | Sem semi-finais                                                                                                  | Sem semi-finais                                                                                                  | Sem semi-final online                                                                                            | |
| 1992   | Festival RTP da Canção                                                                                           | Teatro São Luiz                                                                                                  | Lisboa | Eládio Clímaco e Ana Zanatti                                                                                     | 7 de março | Estúdios da Telecine | Algés | Júlio Isidro | | Sem semi-final online                                                                                            | |
| 1992   | Festival RTP da Canção                                                                                           | Teatro São Luiz                                                                                                  | Lisboa | Eládio Clímaco e Ana Zanatti                                                                                     | 7 de março | Estúdios da Telecine | Algés | Júlio Isidro | 12 de janeiro | Sem semi-final online                                                                                            | |
| 1992   | Festival RTP da Canção                                                                                           | Teatro São Luiz                                                                                                  | Lisboa | Eládio Clímaco e Ana Zanatti                                                                                     | 7 de março | Estúdios da Telecine | Algés | Júlio Isidro | 19 de janeiro | Sem semi-final online                                                                                            | |
| 1992   | Festival RTP da Canção                                                                                           | Teatro São Luiz                                                                                                  | Lisboa | Eládio Clímaco e Ana Zanatti                                                                                     | 7 de março | Estúdios da Telecine | Algés | Júlio Isidro | 26 de janeiro | Sem semi-final online                                                                                            | |
| 1992   | Festival RTP da Canção                                                                                           | Teatro São Luiz                                                                                                  | Lisboa | Eládio Clímaco e Ana Zanatti                                                                                     | 7 de março | Estúdios da Telecine | Algés | Júlio Isidro | 2 de fevereiro                                                                                                   | Sem semi-final online                                                                                            | |
| 1992   | Festival RTP da Canção                                                                                           | Teatro São Luiz                                                                                                  | Lisboa | Eládio Clímaco e Ana Zanatti                                                                                     | 7 de março | Estúdios da Telecine | Algés | Júlio Isidro | 9 de fevereiro                                                                                                   | Sem semi-final online                                                                                            | |
| 1993   | Festival RTP da Canção                                                                                           | Teatro São Luiz                                                                                                  | Lisboa | Margarida Mercês de Mello e António Sala                                                                         | 11 de março | Estúdios do Lumiar | Lisboa | Júlio Isidro | | Sem semi-final online                                                                                            | |
| 1993   | Festival RTP da Canção                                                                                           | Teatro São Luiz                                                                                                  | Lisboa | Margarida Mercês de Mello e António Sala                                                                         | 11 de março | Estúdios do Lumiar | Lisboa | Júlio Isidro | 3 de janeiro | Sem semi-final online                                                                                            | |
| 1993   | Festival RTP da Canção                                                                                           | Teatro São Luiz                                                                                                  | Lisboa | Margarida Mercês de Mello e António Sala                                                                         | 11 de março | Estúdios do Lumiar | Lisboa | Júlio Isidro | 10 de janeiro | Sem semi-final online                                                                                            | |
| 1993   | Festival RTP da Canção                                                                                           | Teatro São Luiz                                                                                                  | Lisboa | Margarida Mercês de Mello e António Sala                                                                         | 11 de março | Estúdios do Lumiar | Lisboa | Júlio Isidro | 17 de janeiro | Sem semi-final online                                                                                            | |
| 1993   | Festival RTP da Canção                                                                                           | Teatro São Luiz                                                                                                  | Lisboa | Margarida Mercês de Mello e António Sala                                                                         | 11 de março | Estúdios do Lumiar | Lisboa | Júlio Isidro | 24 de janeiro | Sem semi-final online                                                                                            | |
| 1993   | Festival RTP da Canção                                                                                           | Teatro São Luiz                                                                                                  | Lisboa | Margarida Mercês de Mello e António Sala                                                                         | 11 de março | Estúdios do Lumiar | Lisboa | Júlio Isidro | 31 de janeiro | Sem semi-final online                                                                                            | |
| 1994   | Festival RTP da Canção                                                                                           | Teatro São Luiz                                                                                                  | Lisboa | Ana Paula Reis e Nicolau Breyner                                                                                 | 7 de março | Teatro S.João Teatro São Luiz | Porto Lisboa | Ana do Carmo e Luís de Matos                                                                                     | 10 de janeiro | Sem semi-final online                                                                                            | |
| 1994   | Festival RTP da Canção                                                                                           | Teatro São Luiz                                                                                                  | Lisboa | Ana Paula Reis e Nicolau Breyner                                                                                 | 7 de março | Teatro S.João Teatro São Luiz | Porto Lisboa | Ana do Carmo e Luís de Matos                                                                                     | 17 de janeiro | Sem semi-final online                                                                                            | |
| 1995   | Festival RTP da Canção                                                                                           | Cinema Tivoli | Lisboa | Carlos Mendes, Sofia Morais e Herman José                                                                        | 7 de março | Sem semi-finais | Sem semi-finais                                                                                                  | Sem semi-finais                                                                                                  | Sem semi-finais                                                                                                  | Sem semi-final online                                                                                            | |
| 1996   | Festival RTP da Canção                                                                                           | Teatro Politeama                                                                                                 | Lisboa | Isabel Angelino e Carlos Cruz                                                                                    | 7 de março | Sem semi-finais | Sem semi-finais                                                                                                  | Sem semi-finais                                                                                                  | Sem semi-finais                                                                                                  | Sem semi-final online                                                                                            | |
| 1997   | Festival RTP da Canção                                                                                           | Coliseu dos Recreios                                                                                             | Lisboa | Cristina Caras Lindas e António Sala                                                                             | 7 de março | Estúdios do Lumiar | Lisboa | Isabel Angelino                                                                                                  | 25 de janeiro | Sem semi-final online                                                                                            | |
| 1997   | Festival RTP da Canção                                                                                           | Coliseu dos Recreios                                                                                             | Lisboa | Cristina Caras Lindas e António Sala                                                                             | 7 de março | Estúdios do Lumiar | Lisboa | Isabel Angelino                                                                                                  | 1 de fevereiro                                                                                                   | Sem semi-final online                                                                                            | |
| 1997   | Festival RTP da Canção                                                                                           | Coliseu dos Recreios                                                                                             | Lisboa | Cristina Caras Lindas e António Sala                                                                             | 7 de março | Estúdios do Lumiar | Lisboa | Isabel Angelino                                                                                                  | 8 de fevereiro                                                                                                   | Sem semi-final online                                                                                            | |
| 1997   | Festival RTP da Canção                                                                                           | Coliseu dos Recreios                                                                                             | Lisboa | Cristina Caras Lindas e António Sala                                                                             | 7 de março | Estúdios do Lumiar | Lisboa | Isabel Angelino                                                                                                  | 15 de fevereiro                                                                                                  | Sem semi-final online                                                                                            | |
| 1997   | Festival RTP da Canção                                                                                           | Coliseu dos Recreios                                                                                             | Lisboa | Cristina Caras Lindas e António Sala                                                                             | 7 de março | Estúdios do Lumiar | Lisboa | Isabel Angelino                                                                                                  | 22 de fevereiro                                                                                                  | Sem semi-final online                                                                                            | |
| 1998   | Festival RTP da Canção                                                                                           | Teatro São Luiz                                                                                                  | Lisboa | Lúcia Moniz e Carlos Ribeiro                                                                                     | 7 de março | Sem semi-finais | Sem semi-finais                                                                                                  | Sem semi-finais                                                                                                  | Sem semi-finais                                                                                                  | Sem semi-final online                                                                                            | |
| 1999   | Festival RTP da Canção                                                                                           | Sala Tejo do Pavilhão Atlântico                                                                                  | Lisboa | Manuel Luís Goucha e Alexandra Lencastre                                                                         | 8 de março | Sem semi-finais | Sem semi-finais                                                                                                  | Sem semi-finais                                                                                                  | Sem semi-finais                                                                                                  | Sem semi-final online                                                                                            | |
| 2000   | Festival RTP da Canção                                                                                           | Sala Tejo do Pavilhão Atlântico                                                                                  | Lisboa | Rita Ferro Rodrigues e Gaspar Borges                                                                             | 26 de março | Sem semi-finais | Sem semi-finais                                                                                                  | Sem semi-finais                                                                                                  | Sem semi-finais                                                                                                  | Sem semi-final online                                                                                            | |
| 2001   | Festival RTP da Canção                                                                                           | Europarque | Santa Maria da Feira                                                                                             | Sónia Araújo e Cristina Möhler                                                                                   | 7 de março de 2001                                                                                               | Fórum Municipal Luísa Todi Teatro José Lúcio da Silva Conservatório Regional do Algarve Auditório do Centro de Congressos da Madeira Teatro Micaelense | Setúbal Leiria Faro Funchal Ponta Delgada                                                                        | Sónia Araújo e Cristina Möhler                                                                                   | 20 de outubro de 2000                                                                                            | Sem semi-final online                                                                                            | |
| 2001   | Festival RTP da Canção                                                                                           | Europarque | Santa Maria da Feira                                                                                             | Sónia Araújo e Cristina Möhler                                                                                   | 7 de março de 2001                                                                                               | Fórum Municipal Luísa Todi Teatro José Lúcio da Silva Conservatório Regional do Algarve Auditório do Centro de Congressos da Madeira Teatro Micaelense | Setúbal Leiria Faro Funchal Ponta Delgada                                                                        | Sónia Araújo e Cristina Möhler                                                                                   | 17 de novembro de 2000                                                                                           | Sem semi-final online                                                                                            | |
| 2001   | Festival RTP da Canção                                                                                           | Europarque | Santa Maria da Feira                                                                                             | Sónia Araújo e Cristina Möhler                                                                                   | 7 de março de 2001                                                                                               | Fórum Municipal Luísa Todi Teatro José Lúcio da Silva Conservatório Regional do Algarve Auditório do Centro de Congressos da Madeira Teatro Micaelense | Setúbal Leiria Faro Funchal Ponta Delgada                                                                        | Sónia Araújo e Cristina Möhler                                                                                   | 15 de dezembro de 2000                                                                                           | Sem semi-final online                                                                                            | |
| 2001   | Festival RTP da Canção                                                                                           | Europarque | Santa Maria da Feira                                                                                             | Sónia Araújo e Cristina Möhler                                                                                   | 7 de março de 2001                                                                                               | Fórum Municipal Luísa Todi Teatro José Lúcio da Silva Conservatório Regional do Algarve Auditório do Centro de Congressos da Madeira Teatro Micaelense | Setúbal Leiria Faro Funchal Ponta Delgada                                                                        | Sónia Araújo e Cristina Möhler                                                                                   | 19 de janeiro de 2001                                                                                            | Sem semi-final online                                                                                            | |
| 2001   | Festival RTP da Canção                                                                                           | Europarque | Santa Maria da Feira                                                                                             | Sónia Araújo e Cristina Möhler                                                                                   | 7 de março de 2001                                                                                               | Fórum Municipal Luísa Todi Teatro José Lúcio da Silva Conservatório Regional do Algarve Auditório do Centro de Congressos da Madeira Teatro Micaelense | Setúbal Leiria Faro Funchal Ponta Delgada                                                                        | Sónia Araújo e Cristina Möhler                                                                                   | 16 de fevereiro de 2001                                                                                          | Sem semi-final online                                                                                            | |
| 2002   | Neste ano não se realizou edição do Festival da Canção e Portugal não foi representado no Festival da Eurovisão. | Neste ano não se realizou edição do Festival da Canção e Portugal não foi representado no Festival da Eurovisão. | Neste ano não se realizou edição do Festival da Canção e Portugal não foi representado no Festival da Eurovisão. | Neste ano não se realizou edição do Festival da Canção e Portugal não foi representado no Festival da Eurovisão. | Neste ano não se realizou edição do Festival da Canção e Portugal não foi representado no Festival da Eurovisão. | Neste ano não se realizou edição do Festival da Canção e Portugal não foi representado no Festival da Eurovisão.                                       | Neste ano não se realizou edição do Festival da Canção e Portugal não foi representado no Festival da Eurovisão. | Neste ano não se realizou edição do Festival da Canção e Portugal não foi representado no Festival da Eurovisão. | Neste ano não se realizou edição do Festival da Canção e Portugal não foi representado no Festival da Eurovisão. | Neste ano não se realizou edição do Festival da Canção e Portugal não foi representado no Festival da Eurovisão. | |
| 2003   | Galas para a Eurovisão 2003 na Operação Triunfo 1                                                                | Estúdios da Endemol                                                                                              | Venda do Pinheiro                                                                                                | Catarina Furtado                                                                                                 | 2 de março | Sem semi-finais | Sem semi-finais                                                                                                  | Sem semi-finais                                                                                                  | Sem semi-finais                                                                                                  | Sem semi-final online                                                                                            | |
| 2004   | Operação Triunfo 2 - Galas para a Eurovisão 2004                                                                 | Estúdios da Endemol                                                                                              | Mem Martins | Catarina Furtado                                                                                                 | 25 de janeiro | Sem semi-finais | Sem semi-finais                                                                                                  | Sem semi-finais                                                                                                  | Sem semi-finais                                                                                                  | Sem semi-final online                                                                                            | |
| 2005   | Só Visto (apresentação)                                                                                          | Estúdios do Lumiar                                                                                               | Lisboa | Eládio Clímaco e Tânia Ribas de Oliveira                                                                         | Abril de 2005 | Seleção interna | Seleção interna                                                                                                  | Seleção interna                                                                                                  | Seleção interna                                                                                                  | Sem semi-final online                                                                                            | |
| 2006   | Festival RTP da Canção                                                                                           | Centro de Congressos de Lisboa                                                                                   | Lisboa | Isabel Angelino e Jorge Gabriel                                                                                  | 10 de março | Sem semi-finais | Sem semi-finais                                                                                                  | Sem semi-finais                                                                                                  | Sem semi-finais                                                                                                  | Sem semi-final online                                                                                            | |
| 2007   | Festival RTP da Canção                                                                                           | Sala Tejo do Pavilhão Atlântico                                                                                  | Lisboa | Isabel Angelino e Jorge Gabriel                                                                                  | 10 de março | Sem semi-finais | Sem semi-finais                                                                                                  | Sem semi-finais                                                                                                  | Sem semi-finais                                                                                                  | Sem semi-final online                                                                                            | |
| 2008   | Festival RTP da Canção                                                                                           | Teatro Camões | Lisboa | Sílvia Alberto                                                                                                   | 9 de março | Sem semi-finais | Sem semi-finais                                                                                                  | Sem semi-finais                                                                                                  | Sem semi-finais                                                                                                  | Sem semi-final online                                                                                            | |
| 2009   | Festival RTP da Canção                                                                                           | Teatro Camões | Lisboa | Sílvia Alberto                                                                                                   | 28 de fevereiro                                                                                                  | Sem semi-finais | Sem semi-finais                                                                                                  | Sem semi-finais                                                                                                  | Sem semi-finais                                                                                                  | 19 de janeiro - 30 de janeiro                                                                                    | |
| 2010   | Festival RTP da Canção                                                                                           | Praça de Touros do Campo Pequeno                                                                                 | Lisboa | Sílvia Alberto                                                                                                   | 6 de março | Praça de Touros do Campo Pequeno | Lisboa | Sílvia Alberto                                                                                                   | 2 de março | 21 de janeiro - 27 de janeiro                                                                                    | |
| 2010   | Festival RTP da Canção                                                                                           | Praça de Touros do Campo Pequeno                                                                                 | Lisboa | Sílvia Alberto                                                                                                   | 6 de março | Praça de Touros do Campo Pequeno | Lisboa | Sílvia Alberto                                                                                                   | 4 de março | 21 de janeiro - 27 de janeiro                                                                                    | |
| 2011   | Festival RTP da Canção                                                                                           | Teatro Camões | Lisboa | Sílvia Alberto                                                                                                   | 5 de março | Sem semi-finais | Sem semi-finais                                                                                                  | Sem semi-finais                                                                                                  | Sem semi-finais                                                                                                  | 20 de janeiro - 27 de janeiro                                                                                    | |
| 2012   | Festival RTP da Canção                                                                                           | Estúdios da Marechal Gomes da Costa (estúdio 1)                                                                  | Lisboa | Sílvia Alberto Pedro Granger                                                                                     | 10 de março | Sem semi-finais | Sem semi-finais                                                                                                  | Sem semi-finais                                                                                                  | Sem semi-finais                                                                                                  | Sem semi-finail online                                                                                           | |
| 2013   | Neste ano não se realizou edição do Festival da Canção e Portugal não foi representado no Festival da Eurovisão. | Neste ano não se realizou edição do Festival da Canção e Portugal não foi representado no Festival da Eurovisão. | Neste ano não se realizou edição do Festival da Canção e Portugal não foi representado no Festival da Eurovisão. | Neste ano não se realizou edição do Festival da Canção e Portugal não foi representado no Festival da Eurovisão. | Neste ano não se realizou edição do Festival da Canção e Portugal não foi representado no Festival da Eurovisão. | Neste ano não se realizou edição do Festival da Canção e Portugal não foi representado no Festival da Eurovisão.                                       | Neste ano não se realizou edição do Festival da Canção e Portugal não foi representado no Festival da Eurovisão. | Neste ano não se realizou edição do Festival da Canção e Portugal não foi representado no Festival da Eurovisão. | Neste ano não se realizou edição do Festival da Canção e Portugal não foi representado no Festival da Eurovisão. | Neste ano não se realizou edição do Festival da Canção e Portugal não foi representado no Festival da Eurovisão. | |
| 2014   | Festival RTP da Canção                                                                                           | Convento do Beato                                                                                                | Lisboa | José Carlos Malato e Sílvia Alberto                                                                              | 15 de março | Convento do Beato | Lisboa | José Carlos Malato e Sílvia Alberto                                                                              | 8 de março | Sem semi-final online                                                                                            | |
| 2015   | Festival RTP da Canção                                                                                           | Estúdios da Marechal Gomes da Costa (estúdio 2)                                                                  | Lisboa | Júlio Isidro e Catarina Furtado                                                                                  | 7 de março | Estúdios da Marechal Gomes da Costa (estúdio 2) | Lisboa | Jorge Gabriel e Joana Teles (1º semifinal) José Carlos Malato e Sílvia Alberto (2º semifinal)                    | 3 de março | Sem semi-final online                                                                                            | |
| 2015   | Festival RTP da Canção                                                                                           | Estúdios da Marechal Gomes da Costa (estúdio 2)                                                                  | Lisboa | Júlio Isidro e Catarina Furtado                                                                                  | 7 de março | Estúdios da Marechal Gomes da Costa (estúdio 2) | Lisboa | Jorge Gabriel e Joana Teles (1º semifinal) José Carlos Malato e Sílvia Alberto (2º semifinal)                    | 5 de março | Sem semi-final online                                                                                            | |
| 2016   | Neste ano não se realizou edição do Festival da Canção e Portugal não foi representado no Festival da Eurovisão. | Neste ano não se realizou edição do Festival da Canção e Portugal não foi representado no Festival da Eurovisão. | Neste ano não se realizou edição do Festival da Canção e Portugal não foi representado no Festival da Eurovisão. | Neste ano não se realizou edição do Festival da Canção e Portugal não foi representado no Festival da Eurovisão. | Neste ano não se realizou edição do Festival da Canção e Portugal não foi representado no Festival da Eurovisão. | Neste ano não se realizou edição do Festival da Canção e Portugal não foi representado no Festival da Eurovisão.                                       | Neste ano não se realizou edição do Festival da Canção e Portugal não foi representado no Festival da Eurovisão. | Neste ano não se realizou edição do Festival da Canção e Portugal não foi representado no Festival da Eurovisão. | Neste ano não se realizou edição do Festival da Canção e Portugal não foi representado no Festival da Eurovisão. | Neste ano não se realizou edição do Festival da Canção e Portugal não foi representado no Festival da Eurovisão. | Neste ano não se realizou edição do Festival da Canção e Portugal não foi representado no Festival da Eurovisão. |
| 2017   | Festival RTP da Canção                                                                                           | Coliseu dos Recreios                                                                                             | Lisboa | Catarina Furtado e Sílvia Alberto                                                                                | 5 de março | Estúdios da Marechal Gomes da Costa (estúdio 1) | Lisboa | José Carlos Malato e Sónia Araújo (1º semifinal) Jorge Gabriel e Tânia Ribas de Oliveira (2º semifinal)          | 19 de fevereiro                                                                                                  | Sem semi-final online                                                                                            | |
| 2017   | Festival RTP da Canção                                                                                           | Coliseu dos Recreios                                                                                             | Lisboa | Catarina Furtado e Sílvia Alberto                                                                                | 5 de março | Estúdios da Marechal Gomes da Costa (estúdio 1) | Lisboa | José Carlos Malato e Sónia Araújo (1º semifinal) Jorge Gabriel e Tânia Ribas de Oliveira (2º semifinal)          | 26 de fevereiro                                                                                                  | Sem semi-final online                                                                                            | |
| 2018   | Festival RTP da Canção                                                                                           | Multiusos de Guimarães                                                                                           | Guimarães | Filomena Cautela e Pedro Fernandes                                                                               | 4 de março | Estúdios da Marechal Gomes da Costa (estúdio 1) | Lisboa | Jorge Gabriel e José Carlos Malato (1ª semifinal)                                                                | 18 de fevereiro                                                                                                  | Sem semi-final online                                                                                            | |
| 2018   | Festival RTP da Canção                                                                                           | Multiusos de Guimarães                                                                                           | Guimarães | Filomena Cautela e Pedro Fernandes                                                                               | 4 de março | Estúdios da Marechal Gomes da Costa (estúdio 1) | Lisboa | Sónia Araújo e Tânia Ribas de Oliveira (2ª semifinal)                                                            | 25 de fevereiro                                                                                                  | Sem semi-final online                                                                                            | |
| 2019   | Festival RTP da Canção                                                                                           | Portimão Arena                                                                                                   | Portimão | Filomena Cautela e Vasco Palmeirim                                                                               | 2 de março | Estúdios da Marechal Gomes da Costa (estúdio 1) | Lisboa | Sónia Araújo e Tânia Ribas de Oliveira (1ª semifinal)                                                            | 16 de fevereiro                                                                                                  | Sem semi-final online                                                                                            | |
| 2019   | Festival RTP da Canção                                                                                           | Portimão Arena                                                                                                   | Portimão | Filomena Cautela e Vasco Palmeirim                                                                               | 2 de março | Estúdios da Marechal Gomes da Costa (estúdio 1) | Lisboa | Jorge Gabriel e José Carlos Malato (2ª semifinal)                                                                | 23 de fevereiro                                                                                                  | Sem semi-final online                                                                                            | |
| 2020   | Festival RTP da Canção                                                                                           | Coliseu de Elvas                                                                                                 | Elvas | Filomena Cautela e Vasco Palmeirim                                                                               | 7 de março | Estúdios da Marechal Gomes da Costa (estúdio 1) | Lisboa | Jorge Gabriel e Tânia Ribas de Oliveira (1ª semifinal)                                                           | 22 de fevereiro                                                                                                  | Sem semi-final online                                                                                            | |
| 2020   | Festival RTP da Canção                                                                                           | Coliseu de Elvas                                                                                                 | Elvas | Filomena Cautela e Vasco Palmeirim                                                                               | 7 de março | Estúdios da Marechal Gomes da Costa (estúdio 1) | Lisboa | Sónia Araújo e José Carlos Malato (2ª semifinal)                                                                 | 29 de fevereiro                                                                                                  | Sem semi-final online                                                                                            | |
| 2021   | Festival RTP da Canção                                                                                           | Estúdios da Marechal Gomes da Costa (estúdio 1)                                                                  | Lisboa | Filomena Cautela e Vasco Palmeirim                                                                               | 7 de março | Estúdios da Marechal Gomes da Costa (estúdio 1) | Lisboa | Jorge Gabriel e Sónia Araújo (1ª semifinal)                                                                      | 20 de fevereiro                                                                                                  | Sem semi-final online                                                                                            | |
| 2021   | Festival RTP da Canção                                                                                           | Estúdios da Marechal Gomes da Costa (estúdio 1)                                                                  | Lisboa | Filomena Cautela e Vasco Palmeirim                                                                               | 7 de março | Estúdios da Marechal Gomes da Costa (estúdio 1) | Lisboa | José Carlos Malato e Tânia Ribas de Oliveira (2ª semifinal)                                                      | 27 de fevereiro                                                                                                  | Sem semi-final online                                                                                            | |
| 2022   | Festival RTP da Canção                                                                                           | Estúdios da Marechal Gomes da Costa (estúdio 1)                                                                  | Lisboa | Filomena Cautela e Vasco Palmeirim                                                                               | 12 de março | Estúdios da Marechal Gomes da Costa (estúdio 1) | Lisboa | Jorge Gabriel e Sónia Araújo (1ª semifinal)                                                                      | 5 de março | Sem semi-final online                                                                                            | |
| 2022   | Festival RTP da Canção                                                                                           | Estúdios da Marechal Gomes da Costa (estúdio 1)                                                                  | Lisboa | Filomena Cautela e Vasco Palmeirim                                                                               | 12 de março | Estúdios da Marechal Gomes da Costa (estúdio 1) | Lisboa | José Carlos Malato e Tânia Ribas de Oliveira (2ª semifinal)                                                      | 7 de março | Sem semi-final online                                                                                            | |
| 2023   | Festival RTP da Canção                                                                                           | Estúdios da Marechal Gomes da Costa (estúdio 1)                                                                  | Lisboa | Filomena Cautela e Vasco Palmeirim                                                                               | 11 de março | Estúdios da Marechal Gomes da Costa (estúdio 1) | Lisboa | José Carlos Malato e Tânia Ribas de Oliveira (1ª semifinal)                                                      | 25 de fevereiro                                                                                                  | Sem semi-final online                                                                                            | |
| 2023   | Festival RTP da Canção                                                                                           | Estúdios da Marechal Gomes da Costa (estúdio 1)                                                                  | Lisboa | Filomena Cautela e Vasco Palmeirim                                                                               | 11 de março | Estúdios da Marechal Gomes da Costa (estúdio 1) | Lisboa | Jorge Gabriel e Sónia Araújo (2ª semifinal)                                                                      | 4 de março | Sem semi-final online                                                                                            | |
| 2024   | Festival RTP da Canção                                                                                           | Estúdios da Marechal Gomes da Costa (estúdio 1)                                                                  | Lisboa | Filomena Cautela e Vasco Palmeirim                                                                               | 9 de março | Estúdios da Marechal Gomes da Costa (estúdio 1) | Lisboa | José Carlos Malato e Tânia Ribas de Oliveira (1ª semifinal)                                                      | 24 de fevereiro                                                                                                  | Sem semi-final online                                                                                            | |
| 2024   | Festival RTP da Canção                                                                                           | Estúdios da Marechal Gomes da Costa (estúdio 1)                                                                  | Lisboa | Filomena Cautela e Vasco Palmeirim                                                                               | 9 de março | Estúdios da Marechal Gomes da Costa (estúdio 1) | Lisboa | Jorge Gabriel e Sónia Araújo (2ª semifinal)                                                                      | 2 de março | Sem semi-final online                                                                                            | |
| 2025   | Festival RTP da Canção                                                                                           | Estúdios da Marechal Gomes da Costa (estúdio 1)                                                                  | Lisboa | Filomena Cautela e Vasco Palmeirim                                                                               | 8 de março | Estúdios da Marechal Gomes da Costa (estúdio 1) | Lisboa | Jorge Gabriel e José Carlos Malato (1ª semifinal)                                                                | 22 de fevereiro                                                                                                  | Sem semi-final online                                                                                            | |
| 2025   | Festival RTP da Canção                                                                                           | Estúdios da Marechal Gomes da Costa (estúdio 1)                                                                  | Lisboa | Filomena Cautela e Vasco Palmeirim                                                                               | 8 de março | Estúdios da Marechal Gomes da Costa (estúdio 1) | Lisboa | Tânia Ribas de Oliveira e Sónia Araújo (2ª semifinal)                                                            | 1 de março | Sem semi-final online                                                                                            | |

#### Apresentadores da green room
| Ano  | Apresentadores |
| ---- | --- |
| 2009 | Sérgio Mateus |
| 2010 | Sérgio Mateus |
| 2011 | Joana Teles |
| 2012 | Joana Teles |
| 2013 | Não se realizou. |
| 2014 | Joana Teles |
| 2015 | Jorge Gabriel Joana Teles (1ª semifinal) José Carlos Malato Sílvia Alberto (2ª semifinal) Júlio Isidro Catarina Furtado (Final) |
| 2016 | Não se realizou. |
| 2017 | Filomena Cautela (só na final)                                                                                                  |
| 2018 | Inês Lopes Gonçalves |
| 2019 | Inês Lopes Gonçalves |
| 2020 | Inês Lopes Gonçalves |
| 2021 | Inês Lopes Gonçalves |
| 2022 | Inês Lopes Gonçalves |
| 2023 | Inês Lopes Gonçalves |
| 2024 | Inês Lopes Gonçalves |
| 2025 | Catarina Maia e Alexandre Guimarães                                                                                             |

#### Apresentadores do televoto
| Ano  | Apresentadores                                                                  |
| ---- | ------------------------------------------------------------------------------- |
| 1976 | Ana Zanatti e Eládio Clímaco                                                    |
| 1977 | Nicolau Breyner                                                                 |
| 1995 | Herman José                                                                     |
| 1997 | Isabel Angelino (semifinais) Cristina Caras Lindas (final) António Sala (final) |
| 2003 | Catarina Furtado e Rita Guerra                                                  |
| 2004 | Catarina Furtado                                                                |
| 2006 | Jorge Gabriel                                                                   |
| 2007 | Isabel Angelino e Jorge Gabriel                                                 |
| 2008 | Sílvia Alberto e Sabrina                                                        |
| 2009 | Sílvia Alberto                                                                  |
| 2010 | Sílvia Alberto                                                                  |
| 2011 | Eduardo Nascimento e Filipa Azevedo                                             |
| 2012 | Sílvia Alberto e Pedro Granger                                                  |
| 2013 | Não se realizou.                                                                |
| 2014 | Joana Teles                                                                     |
| 2015 | Suzy                                                                            |
| 2016 | Não se realizou.                                                                |
| 2017 | Catarina Furtado, Sílvia Alberto e Filomena Cautela                             |
| 2018 | Filomena Cautela e Pedro Fernandes                                              |
| 2019 | Filomena Cautela e Vasco Palmeirim                                              |
| 2020 | Filomena Cautela e Vasco Palmeirim                                              |
| 2021 | Filomena Cautela e Vasco Palmeirim                                              |
| 2022 | Filomena Cautela e Vasco Palmeirim                                              |
| 2023 | Filomena Cautela e Vasco Palmeirim                                              |
| 2024 | Filomena Cautela e Vasco Palmeirim                                              |
| 2025 | Filomena Cautela e Vasco Palmeirim                                              |

#### Apresentadores do pré-show
| Ano  | Apresentadores                                           |
| ---- | -------------------------------------------------------- |
| 2017 | Filomena Cautela, Catarina Camacho e Tiago Góes Ferreira |
| 2018 | Jorge Gabriel e Sónia Araújo                             |
| 2019 | Inês Lopes Gonçalves                                     |
| 2020 | Inês Lopes Gonçalves                                     |
| 2021 | Inês Lopes Gonçalves                                     |

## Júri

### Escrutinador/Presidente do Júri
| Ano  | Porta-voz                 |
| ---- | ------------------------- |
| 1964 | Desconhecido              |
| 1965 | Desconhecido              |
| 1966 | Desconhecido              |
| 1967 | Desconhecido              |
| 1968 | Desconhecido              |
| 1972 | Desconhecido              |
| 1973 | Desconhecido              |
| 1974 | Desconhecido              |
| 1975 | Nuno Martins              |
| 1978 | Elis Regina               |
| 1979 | Desconhecido              |
| 1980 | Desconhecido              |
| 1984 | Linda de Suza             |
| 1986 | Melo Pereira              |
| 1992 | Melo Pereira (semifinais) |
| 1993 | Melo Pereira (semifinais) |
| 1994 | Melo Pereira (semifinais) |
| 1996 | Fernando Tordo            |
| 1997 | Melo Pereira              |
| 1998 | Desconhecido              |
| 1999 | Maria Manuela Furtado     |
| 2006 | Sem presidente            |
| 2017 | Júlio Isidro              |
| 2018 | Júlio Isidro              |
| 2019 | Júlio Isidro              |
| 2020 | Miguel Ângelo             |

### Jurados
| Ano  | Jurados                   | Jurados       | Jurados           | Jurados                | Jurados                 | Jurados         | Jurados              | Jurados      | Jurados      |
| ---- | ------------------------- | ------------- | ----------------- | ---------------------- | ----------------------- | --------------- | -------------------- | ------------ | ------------ |
| 2017 | Júlio Isidro (presidente) | Ramon Galarza | Nuno Markl        | Tozé Brito             | Inês Lopes Gonçalves    | Gabriela Schaaf | João Carlos Callixto | Inês Meneses | Dora         |
| 2018 | Júlio Isidro (presidente) | Ana Bacalhau  | Ana Markl         | Tozé Brito             | António Avelar de Pinho | Carlão          | Luísa Sobral         | Mário Lopes  | Sara Tavares |
| 2019 | Júlio Isidro (presidente) | Álvaro Costa  | Isaura            | Maria João             | Pedro Penim             | Rita Redshoes   | Selma Uamusse        |              |              |
| 2020 | Anabela                   | Capicua       | Conan Osiris      | Héber Marques          | Isilda Sanches          | Miguel Ângelo   | Rui Miguel Abreu     |              |              |
| 2021 | Marta Carvalho            | NBC           | Paulo de Carvalho | Rita Carmo             | Rita Guerra             | Vanessa Augusto |                      |              |              |
| 2022 | Dino D'Santiago           | Dulce Pontes  | Miguel Cadete     | Pedro Granger          | Surma                   | Tatanka         | Teresa Salgueiro     |              |              |
| 2023 | Alex D'Alva               | Carlos Mendes | Márcia            | Maro                   | Neev                    | Pedro Ribeiro   | Sara Correia         |              |              |
| 2024 | Gisela João               | Benjamim      | Lia Pereira       | Miguel Esteves Cardoso | Lura                    | Pedro Oliveira  | Mimicat              |              |              |

## Transmissão
| Ano(s) | Televisão       | Televisão                                 | Rádio            | Rádio                    | Online                    | Online          | Língua gestual portuguesa     | Língua gestual portuguesa |                 |                 |
| Ano(s) | Comentador(es)  | Emissora de televisão                     | Comentador(es)   | Emissora de rádio        | Apresentador(es)          | Site            | Intérprete(s)                 | Site                      |                 |                 |
| ------ | --------------- | ----------------------------------------- | ---------------- | ------------------------ | ------------------------- | --------------- | ----------------------------- | ------------------------- | --------------- | --------------- |
| 1964   | Sem comentador  | RTP1                                      | Sem transmissão  | Sem transmissão          | Sem transmissão           | Sem transmissão | Sem transmissão               | Sem transmissão           |                 |                 |
| 1965   | Sem comentador  | RTP1                                      | Sem transmissão  | Sem transmissão          | Sem transmissão           | Sem transmissão | Sem transmissão               | Sem transmissão           |                 |                 |
| 1966   | Sem comentador  | RTP1                                      | Sem transmissão  | Sem transmissão          | Sem transmissão           | Sem transmissão | Sem transmissão               | Sem transmissão           |                 |                 |
| 1967   | Sem comentador  | RTP1                                      | Sem transmissão  | Sem transmissão          | Sem transmissão           | Sem transmissão | Sem transmissão               | Sem transmissão           |                 |                 |
| 1968   | Sem comentador  | RTP1                                      | Desconhecido     | Antena 1                 | Sem transmissão           | Sem transmissão | Sem transmissão               | Sem transmissão           |                 |                 |
| 1969   | Sem comentador  | RTP1 RTP2 (em diferido)                   |                  |                          | Sem transmissão           | Sem transmissão | Sem transmissão               | Sem transmissão           |                 |                 |
| 1970   | Sem comentador  | RTP1                                      | Desconhecido     | Antena 1                 | Sem transmissão           | Sem transmissão | Sem transmissão               | Sem transmissão           |                 |                 |
| 1971   | Sem comentador  | RTP1                                      | Desconhecido     | Antena 1                 | Sem transmissão           | Sem transmissão | Sem transmissão               | Sem transmissão           |                 |                 |
| 1972   | Sem comentador  | RTP1                                      | Sem transmissão  | Sem transmissão          | Sem transmissão           | Sem transmissão | Sem transmissão               | Sem transmissão           |                 |                 |
| 1973   | Sem comentador  | RTP1                                      | Desconhecido     | Rádio Clube Português    | Sem transmissão           | Sem transmissão | Sem transmissão               | Sem transmissão           |                 |                 |
| 1974   | Sem comentador  | RTP1                                      | Desconhecido     | Antena 1                 | Sem transmissão           | Sem transmissão | Sem transmissão               | Sem transmissão           |                 |                 |
| 1975   | Sem comentador  | RTP1 RTP2 (só a apresentação das canções) | Sem transmissão  | Sem transmissão          | Sem transmissão           | Sem transmissão | Sem transmissão               | Sem transmissão           |                 |                 |
| 1976   | Sem comentador  | RTP1 RTP2 (só a apresentação das canções) | Sem transmissão  | Sem transmissão          | Sem transmissão           | Sem transmissão | Sem transmissão               | Sem transmissão           |                 |                 |
| 1977   | Sem comentador  | RTP1                                      | Sem transmissão  | Sem transmissão          | Sem transmissão           | Sem transmissão | Sem transmissão               | Sem transmissão           |                 |                 |
| 1978   | Sem comentador  | RTP1 RTP2                                 | Desconhecido     | Antena 1                 | Sem transmissão           | Sem transmissão | Sem transmissão               | Sem transmissão           |                 |                 |
| 1979   | Sem comentador  | RTP1 RTP2 (só a final)                    | Desconhecido     | Antena 1                 | Sem transmissão           | Sem transmissão | Sem transmissão               | Sem transmissão           |                 |                 |
| 1979   | Sem comentador  | RTP1 RTP2 (só a final)                    | Desconhecido     | Rádio Renascença         | Sem transmissão           | Sem transmissão | Sem transmissão               | Sem transmissão           |                 |                 |
| 1980   | Sem comentador  | RTP1 RTP2 (só a final)                    | Desconhecido     | Antena 1                 | Sem transmissão           | Sem transmissão | Sem transmissão               | Sem transmissão           |                 |                 |
| 1981   | Sem comentador  | RTP1 RTP2                                 | Sem transmissão  | Sem transmissão          | Sem transmissão           | Sem transmissão | Sem transmissão               | Sem transmissão           |                 |                 |
| 1982   | Sem comentador  | RTP1                                      | Sem transmissão  | Sem transmissão          | Sem transmissão           | Sem transmissão | Sem transmissão               | Sem transmissão           |                 |                 |
| 1983   | Sem comentador  | RTP1 RTP2                                 | Sem transmissão  | Sem transmissão          | Sem transmissão           | Sem transmissão | Sem transmissão               | Sem transmissão           |                 |                 |
| 1984   | Sem comentador  | RTP1                                      | Sem transmissão  | Sem transmissão          | Sem transmissão           | Sem transmissão | Sem transmissão               | Sem transmissão           |                 |                 |
| 1985   | Sem comentador  | RTP1                                      | Desconhecido     | Antena 1                 | Sem transmissão           | Sem transmissão | Sem transmissão               | Sem transmissão           |                 |                 |
| 1986   | Sem comentador  | RTP1                                      | Desconhecido     | Antena 1                 | Sem transmissão           | Sem transmissão | Sem transmissão               | Sem transmissão           |                 |                 |
| 1987   | Sem comentador  | RTP1                                      | Sem transmissão  | Sem transmissão          | Sem transmissão           | Sem transmissão | Sem transmissão               | Sem transmissão           |                 |                 |
| 1988   | Sem comentador  | RTP1                                      | Sem transmissão  | Sem transmissão          | Sem transmissão           | Sem transmissão | Sem transmissão               | Sem transmissão           |                 |                 |
| 1989   | Sem comentador  | RTP1                                      | Desconhecido     | Antena 1                 | Sem transmissão           | Sem transmissão | Sem transmissão               | Sem transmissão           |                 |                 |
| 1990   | Sem comentador  | RTP1                                      | Sem transmissão  | Sem transmissão          | Sem transmissão           | Sem transmissão | Sem transmissão               | Sem transmissão           |                 |                 |
| 1991   | Sem comentador  | RTP1                                      | Desconhecido     | Desconhecido             | Sem transmissão           | Sem transmissão | Sem transmissão               | Sem transmissão           |                 |                 |
| 1992   | Sem comentador  | RTP1                                      | Desconhecido     | Desconhecido             | Sem transmissão           | Sem transmissão | Sem transmissão               | Sem transmissão           |                 |                 |
| 1993   | Sem comentador  | RTP1                                      | Desconhecido     | Desconhecido             | Sem transmissão           | Sem transmissão | Sem transmissão               | Sem transmissão           |                 |                 |
| 1994   | Sem comentador  | RTP1                                      | Desconhecido     | Desconhecido             | Sem transmissão           | Sem transmissão | Sem transmissão               | Sem transmissão           |                 |                 |
| 1995   | Sem comentador  | RTP1                                      | Desconhecido     | Desconhecido             | Sem transmissão           | Sem transmissão | Sem transmissão               | Sem transmissão           |                 |                 |
| 1996   | Sem comentador  | RTP1                                      | Desconhecido     | Desconhecido             | Sem transmissão           | Sem transmissão | Sem transmissão               | Sem transmissão           |                 |                 |
| 1997   | Sem comentador  | RTP1                                      | Desconhecido     | Desconhecido             | Sem transmissão           | Sem transmissão | Sem transmissão               | Sem transmissão           |                 |                 |
| 1998   | Sem comentador  | RTP1                                      | Desconhecido     | Desconhecido             | Sem transmissão           | Sem transmissão | Sem transmissão               | Sem transmissão           |                 |                 |
| 1999   | Sem comentador  | RTP1                                      | Desconhecido     | Desconhecido             | Sem transmissão           | Sem transmissão | Sem transmissão               | Sem transmissão           |                 |                 |
| 2000   | Sem comentador  | RTP1                                      | Desconhecido     | Desconhecido             | Sem transmissão           | Sem transmissão | Sem transmissão               | Sem transmissão           |                 |                 |
| 2001   | Sem comentador  | RTP1                                      | Desconhecido     | Desconhecido             | Sem transmissão           | Sem transmissão | Sem transmissão               | Sem transmissão           |                 |                 |
| 2002   | Não se realizou | Não se realizou                           | Não se realizou  | Não se realizou          | Não se realizou           | Não se realizou | Não se realizou               | Não se realizou           |                 |                 |
| 2003   | Sem comentador  | RTP1                                      | Sem transmissão  | Sem transmissão          | Sem transmissão           | Sem transmissão | Sem transmissão               | Sem transmissão           |                 |                 |
| 2004   | Sem comentador  | RTP1                                      | Sem transmissão  | Sem transmissão          | Sem transmissão           | Sem transmissão | Sem transmissão               | Sem transmissão           |                 |                 |
| 2005   | Sem comentador  | RTP1                                      | Sem transmissão  | Sem transmissão          | Sem transmissão           | Sem transmissão | Sem transmissão               | Sem transmissão           |                 |                 |
| 2006   | Sem comentador  | RTP1                                      | Sem transmissão  | Sem transmissão          | Sem transmissão           | Sem transmissão | Sem transmissão               | Sem transmissão           |                 |                 |
| 2007   | Sem comentador  | RTP1                                      | Sem transmissão  | Sem transmissão          | Sem transmissão           | Sem transmissão | Sem transmissão               | Sem transmissão           |                 |                 |
| 2008   | Sem comentador  | RTP1                                      | Sem transmissão  | Sem transmissão          | Sem transmissão           | Sem transmissão | Sem transmissão               | Sem transmissão           |                 |                 |
| 2009   | Sem comentador  | RTP1                                      | Sem transmissão  | Sem transmissão          | Sem transmissão           | Sem transmissão | Sem transmissão               | Sem transmissão           |                 |                 |
| 2010   | Sem comentador  | RTP1                                      | Sem transmissão  | Sem transmissão          |                           | RTP Play        | Sem transmissão               | Sem transmissão           |                 |                 |
| 2011   | Sem comentador  | RTP1                                      | Sem transmissão  | Sem transmissão          |                           | RTP Play        | Sem transmissão               | Sem transmissão           |                 |                 |
| 2012   | Sem comentador  | RTP1                                      | Sem transmissão  | Sem transmissão          | Joana Martins             | RTP Play        | Sem transmissão               | Sem transmissão           |                 |                 |
| 2013   | Sem comentador  | RTP1                                      | Não se realizou  | Não se realizou          | Não se realizou           | Não se realizou | Não se realizou               | Não se realizou           | Não se realizou | Não se realizou |
| 2014   | Sem comentador  | RTP1                                      | RTP1             | Sem transmissão          | Sem transmissão           | Joana Martins   | RTP Play                      | Sem transmissão           | Sem transmissão |                 |
| 2015   | Sem comentador  |                                           | RTP1             | Sem transmissão          | Sem transmissão           | Joana Martins   | RTP Play                      | Sem transmissão           | Sem transmissão |                 |
| 2016   | Não se realizou | Não se realizou                           | Não se realizou  | Não se realizou          | Não se realizou           | Não se realizou | Não se realizou               | Não se realizou           |                 |                 |
| 2017   | Sem comentador  | RTP1                                      | Sem transmissão  | Sem transmissão          | Joana Martins             | RTP Play        | Sem transmissão               | Sem transmissão           |                 |                 |
| 2018   | Sem comentador  | RTP1                                      | António Macedo   | Antena 1Antena 1 Madeira | Joana MartinsRita Correia | RTP Play        | Sofia Figueiredo Cláudia Dias | RTP Acessibilidades       |                 |                 |
| 2019   | Sem comentador  | RTP1                                      | Noémia Gonçalves | Antena 1Antena 1 Madeira | Joana MartinsRita Correia | RTP Play        | Sofia Figueiredo Cláudia Dias | RTP Acessibilidades       |                 |                 |
| 2020   | Sem comentador  | RTP1                                      |                  |                          |                           |                 |                               |                           |                 |                 |

## Versões
Os temas que ganharam este Festival tem sido recuperadas, ao longo do tempo, em novas leituras dessas canções.
- -- -- *1964[5] "Oração" interpretada originalmente por António Calvário teve as seguintes versões:
- 1964—Tony de Matos - Oração
- 1979—Bric-a-Brac - Oração
- 2003—Divinus - Oração
- 2006—A Canção da Nossa Vida - Oração
- * -- -- *1965[7] "Sol de Inverno" de Simone de Oliveira teve as seguintes versões:
- 1965 -- Madalena Iglesias - Sol de Inverno
- 1968—Shegundo Galarza - Sol de Inverno
- 1979—Bric-a-Brac - Sol de Inverno
- 1987—Lara Li - Sol de Inverno
- 1995—Selecção Nacional - Sol de Inverno
- 200* -- Tuna Feminina do ISEP - Sol de Inverno * ***.tufe.isep.ipp.com E.Toste
- 200* -- Filipe Neves - Sol de Inverno
- 200* -- Mafalda Sacchetti - Sol de Inverno
- -- -- *1966[5] "Ele e Ela" de Madalena Iglesias foi recriado por:
- 1966—Conjunto Académico João Paulo - Ele e Ela
- 1986—Mler Ife Dada - Ele e Ela e Eu
- 1997—Entre Aspas - Ele e Ela
- 2001—Orquestra Nova Harmonia - Ele e Ela
- 2006—Rádio Clube Nora - Ele E Ela
- 2006—A Canção da Nossa Vida - Ele e Ela
- 2007—Sabrina—Ele e Ela
- -- -- *1967[7] "O Vento Mudou" interpretado por Eduardo Nascimento foi igualmente interpretado por:
- 1967—Maria de Lourdes Resende - O Vento Mudou
- 1967—Nicolau Breyner - O Vento Mudou
- 1967—Grande Orquestra de Luis Gomes - O Vento Mudou
- 1984—Delfins - O Vento Mudou
- 1995 -- Da Vinci - O Vento Mudou
- 2000 -- Adelaide Ferreira - O Vento Mudou
- 2006—Rádio Clube Nora - O Vento Mudou
- 2010—UHF - O Vento Mudou
- -- -- *1968[3] "Verão" de Carlos Mendes foi também gravado por:
- 1968 -- António Calvário - Verão
- 1968—Mara Abrantes - Verão
- 1968—Thilo's Combo - Verão
- -- -- *1969[7] "Desfolhada" de Simone de Oliveira foi recriada por:
- 1969 -- Madalena Iglesias - Desfolhada Portuguesa
- 1969—Thilo's Combo - Desfolhada Portuguesa
- 1969—Daniel - Desfolhada
- 1969—Nuno Fernandes - Desfolhada
- 1969—Maria da Nazaré - Desfolhada Portuguesa
- 2006—Rádio Clube Nora - Desfolhada
- 2006—A Canção da Nossa Vida - Desfolhada Portuguesa
- 2007—Arranjo para a banda da Sociedade Filarmónica União Seixalense de Mário Barradas - Desfolhada Portuguesa
- 2007—Sabrina—Desfolhada Portuguesa
- -- -- *1970[1] A canção "Onde Vais Rio que eu Canto" de Sérgio Borges foi recriada por:
- 2000—Música Portuguesa - Onde Vais Rio Que Eu Canto [Instrumental]
- -- -- *1971[7] "Menina do Alto da Serra" defendida originalmente por Tonicha foi igualmente interpretada por:
- 1971—Maria da Fé - Menina do Alto da Serra
- 1971—Therese Steinmetz - Aan De Hand Van T*ee Geliefden [holandês]
- 1979—Bric-a-Brac - Menina do Alto da Serra
- 2001—Carla Ribeiro - Menino do alto da serra
- -- -- *1972[1] "Festa da Vida" de Carlos Mendes foi recriada por:
- 1972—Shegundo Galarza - Festa da Vida
- -- -- *1973[2] "Tourada" de Fernando Tordo foi igualmente interpretada por:
- 2001—Pedro Mimoso - Tourada
- 2006—A Canção da Nossa Vida - Tourada
- -- -- *1974[8] "E Depois do Adeus" de Paulo de Carvalho foi também cantada por:
- 1997—Vozes da Rádio - E Depois do Adeus
- 199* -- Miguel Angelo - E Depois do Adeus
- 2001 -- Célia Lawson - E Depois do Adeus
- 2003—Divinus - E Depois do Adeus
- 2005—Paula Oliveira/Bernardo Moreira - E Depois do Adeus
- 200* -- APMAS - E Depois do Adeus
- 2006—Rádio Clube Nora - E Depois do Adeus
- 2006—A Canção da Nossa Vida - E Depois do Adeus
- 2006—Nostalgia - E Depois do Adeus
- -- -- *1976[3]  "Flor de Verde de Pinho" de Carlos do Carmo foi recriada por:
- 1976—Fernando Girão - Flor de Verde Pinho
- 1994—José Calvário - Flor de Verde Pinho
- 2005—Paula Oliveira/Bernardo Moreira - Flor de Verde Pinho
- -- -- *1977[2]  "Portugal no Coração" de Os Amigos foi interpretada, no mesmo ano, por:
- 1977 -- Gemini - Portugal no coração
- 1977—Bric-a-Brac - Portugal No Coração
- -- -- *1979[3] "Sobe, Sobre, Balão Sobe" de Manuela Bravo foi cantada por:
- 1979—Alice Amaro - Sobe, Sobe, Balão Sobe
- 1996—Irmãos Catitas - Sobe, Sobe, Balão Sobe
- 2005—Teenagers—Sobe, Sobe, Balão Sobe
- 2007—Sabrina—Sobe, Sobe, Balão Sobe
- -- -- *1981[4] "Playback" com autoria e interpretação de Carlos Paião foi recriada por:
- 199* -- Ministars - Play-back
- 2004—Nonstop - Play-Back
- 2005—Teenagers - Playback
- 2005—Mytie - Play-Back
- 2008—4Taste- Play-Back
- -- -- *1982[2] "Bem Bom" das Doce foi interpretado por:
- 2000—Suzana e as Top Girls - Bem Bom
- 2006—Doce Mania - Bem Bom
- -- -- *1984[1] "Silêncio e Tanta Gente" de Maria Guinot foi gravado em finlandês por:
- 1984—Anneli Saaristo - Jos Joskus [finlandês]
- -- -- *1986[2] "Não Sejas Mau para Mim" de Dora foi recriado por:
- 199* -- Ministars - Não Sejas Mau Para Mim
- 200* -- Magui - Não Sejas Mau Para Mim
- -- -- *1989[1] - "Conquistador" dos Da Vinci foi gravado por:
- 1993* -- Ministars - Conquistador
- 2007—Sabrina—Conquistador
- -- -- *1991[1/2] "Lusitânia Paixão" de Dulce Pontes teve as seguintes versões:
- 200* -- Lusitana Paixão - Lusitana Paixão
- 2006—A Canção da Nossa Vida - Lusitana Paixão
- -- -- *199*[1] "Chmar a Música" de Sara Tavares foi recriado por:
- 2002—Rita [Academia de Estrelas] - Chamar A Música
- -- -- *2002[1] "Se Eu Te Pudesse Abraçar" dos Alma Lusa foi interpretado por:
- 2002 -- José Cid - Se Eu Te Pudesse Abraçar

ligação externa: http://galanoff.fromru.com/por.html

## Outras canções
Algumas das canções que não venceram o Festival tornaram-se tanto ou mais conhecidas do que as que venceram.
- Olhos nos olhos - Simone de Oliveira (1964, 3º lugar)
- Nunca direi adeus - Sérgio Borges (1966, 2º lugar)
- Porta secreta - Artur Garcia (1967, 5º lugar)
- Balada para D. Inês - Quarteto 1111 - José Cid (1968, 3º lugar)
- Canção de madrugar - Hugo Maia de Loureiro (1970, 2º lugar)
- Corre, Nina - Paulo de Carvalho (1970, 4º lugar)
- Flor sem tempo - Paulo de Carvalho (1971, 2º lugar)
- Cavalo à solta - Fernando Tordo (1971, 3º lugar)
- É por isso que eu canto - Paco Bandeira (1973, 3º lugar)
- No dia em que o rei fez anos - Green Windows (1974, 2º lugar)
- A rosa que te dei - José Cid (1974, 5º lugar)
- Alerta - José Mario Branco & GAC (1975, 5º lugar)
- No teu poema - Carlos do Carmo (1976, 3º lugar)
- Estrela da tarde - Carlos do Carmo (1976, 6º lugar)
- Rita, Rita Limão - Green Windows (1977, 2º lugar)
- O meu piano - José Cid (1978, 2º lugar)
- Zé Brasileiro (Português de Braga) - Alexandra (1979, meias-finais)
- Eu só quero - Gabriela Schaaf (1979, 2º lugar)
- Qualquer dia, quem diria - Concha (1979, 5º lugar)
- Ali Bábá, um homem das Arábias - Doce (1981, 4º lugar)
- Trocas e baldrocas - Cândida Branca Flor (1982, 2º lugar)
- A cor do teu batom - Herman José (1983, 2º lugar)
- Vinho do Porto, Vinho de Portugal - Carlos Paião/Cândida Branca Flor (1983, 4º lugar)
- Parabéns (Parabéns a você) - Ana (1983, 6º lugar)
- Umbadá - Jorge Fernando (1985, 4º lugar)
- Dessas juras que se fazem - Né Ladeiras (1986, sem classificação)
- Cai neve em Nova York - José Gonçalo (1988, sem classificação)
- Partir de Mim - Marina Mota (1989, 2º lugar)
- O Poeta O Pintor E O Músico - Cid, Bragança & CIA (1993, 2º lugar)
- Ai de quem nunca cantou - Teresa Radamanto (2007, 2º lugar)
- Juntos Vamos Conseguir (Yes, we can) - Luciana Abreu (2009, 3º lugar)
- Canta por Mim- Catarina Pereira (2010, 2º lugar)
- Gratia Plena- Ricardo Soler (2012, 4º lugar)
- Mea Culpa- Catarina Pereira (2014, 2º lugar)
- Dança Joana - Filipe Gonçalves (2015, 2ª semifinal)
- Poema A Dois- Fernando Daniel (2017, 5º lugar)
- Canção do Fim- Diogo Piçarra (2018, 2ª semifinal)
- Passe-Partout- Bárbara Tinoco (2020, 2º lugar)
- Por Um Triz- Carolina Deslandes (2021, 2º lugar)
- Dancing in the Stars- Neev (2021, 3º lugar)
- Amanhã- Os Quatro e Meia (2022, 2º lugar)
- Why?- Aurea (2022, 5º lugar)
- Como é Bom Esperar Alguém- FF (2022, 3º lugar)
- Nasci Maria- Cláudia Pascoal (2023, 3º lugar)
- ...pelas Costuras-  João Borsh (2024, 2º lugar)

## Participações portuguesas no Eurofestival
Portugal  venceu o Festival da Eurovisão uma vez em 2017, com a música Amar pelos dois interpretada por Salvador Sobral. Curiosamente, em 1977, o certame foi ganho pela canção francesa "L'Oiseau et L' Enfant" interpretada pela luso-francesa Marie Myriam, filha de pais portugueses e nascida no antigo Congo Belga.
Portugal obteve em 1996, o sexto lugar, com a canção "O Meu Coração Não Tem Cor", interpretada por Lúcia Moniz
Carlos Mendes (1972) e José Cid (1980) conquistaram a 7ª posição. Em 1991, "Lusitana Paixão" de Dulce Pontes ficou em 8º lugar. O mesmo lugar foi obtido por Sara Tavares, em 1994. 
Tonicha (1971) e Manuela Bravo (1979) alcançaram o 9º lugar, enquanto que Fernando Tordo (1973) e Anabela (1993) conseguiram o 10º lugar. 
Em 2008, Vânia Fernandes com "Senhora do Mar" alcançou a final com um excelente 2º lugar na semi-final com 120 pontos, a melhor pontuação de Portugal desde que foi imposto a semi-final (só atrás da Ucrânia que pontuou 152 pontos). Na final, Vânia ficou 13º lugar com 69 pontos entre 25 países.
Em 2021, os The Black Mamba foram apurados para a grande final em 4º lugar na semi-final com 239 pontos. Na final, Pedro Tatanka e seu grupo alcançaram o 12º lugar com 153 pontos entre 26 países, tendo a 3ª melhor classificação no século XXI, sendo que a 2ª foi obtida no ano seguinte por MARO com um 9º lugar. 